# Інфлюенсер
Інфлюенсер (англ. influencer) — людина, думка якої має значення для певної аудиторії. Найчастіше вона взаємодіє зі своєю аудиторією через соціальні мережі: Instagram, Facebook або YouTube. Інфлюенсери розповідають про останні тенденції в області моди, мистецтва, літератури, вони присутні майже в будь-якій сфері. 
Ще одне визначення терміна — людина, що свідомо чи несвідомо чинить вплив на інших, лідер(-ка) думок.

## Етимологія та відповідники
Пономарів пропонує український відповідник в(у)пливовець .